# アルド・セレーナ
- アルド・セレナ

アルド・セレーナ（Aldo Serena, 1960年6月25日 - ）は、イタリア出身の元同国代表の元サッカー選手。ポジションはフォワード。1980年代、特に子供たちからの人気を集めていた。

## クラブ経歴
父親は元サッカー選手で、製革業者をしていた。それまではバスケットボールをしていたが、11歳でサッカーを始めた。モンテベッルーナのユースチームにはMFとして入団、多くの得点を決めていた。1977-78シーズンにトップチームへと合流した。
1978年、コモとインテルが共同で保有する形で、インテルに移籍し、プリマベーラでプレーした。1978年9月27日、UEFAカップウィナーズカップのフロリアーナ戦で公式戦デビュー。11月19日のSSラツィオ戦、レギュラーのアルトべッリら数人が出場出来ない状態であったことから、先発起用され、ゴールを決めるセリエAデビューを飾った。このシーズンは、公式戦4試合に出場したが、翌年はコモへとレンタル移籍、1980-81シーズンはバーリへとレンタル移籍した。
1981-82シーズン、ようやくインテルに複帰、リーグ戦21試合で2得点に終わるが、コッパ・イタリア決勝の第1戦では、トリノから決勝点を奪って優勝に貢献、初タイトルを獲得した。1982-83シーズンは、当時セリエBに落ちていたACミランへと貸し出され、このシーズンの公式戦では、29試合で14得点と結果を残し、翌1983-84シーズン、インテルへと複帰したが、1984-85シーズンはトリノへと貸し出され、29試合で9得点と活躍し、イタリア代表にも召集された。
1985-86シーズン、インテルからレンタルされる形で、ユベントスでプレー。移籍初年度、リーグ開幕節のアヴェッリーノ戦で得点を奪うと、開幕戦から8試合で6ゴールを決めるなど、このシーズンの公式戦35試合で20得点を決める活躍を見せた。チームは、トヨタカップとリーグを制した。翌シーズンも公式戦36試合で16得点と活躍を続けた。
1987-88シーズン、インテルに複帰した。1988-89シーズンには、ラモン・ディアスが加入すると、ディアスとはプレーの相性が良く、優れた連携を見せ、ツートップでゴールを量産、リーグ戦では22得点をあげ、セリエAの得点王を獲得すると共に、インテルの13回目となるリーグ制覇に貢献。1988年12月11日のミラノダービーでは決勝点を奪い、優勝を争っていたライバルからの勝利に貢献した。1989-90シーズン、3月18日のミラノダービーでは、2得点更にPKを奪う活躍を見せた。1990-91シーズンにはUEFAカップ優勝にも貢献した。1990-91シーズン限りでチームを離れた。
1991-92シーズン、ACミランに移籍、怪我などで出場は、2シーズン合計で17試合と限定されたが、2期連続でリーグ優勝を果たした。1992-93シーズン終了後フリーとなる。まだミラン所属時にJリーグ開幕前のヴェルディ川崎からオファーを受けるも高額な移籍金が生じるため移籍には至らなかったが。親交のあったアレイニコフからJリーグに関する様々な情報を聞くなど、Jリーグのチームへの加入に前向きであり、1993年秋にはJリーグのチームと入団交渉のため日本を訪れた。しかしJリーグへの参加は実現せずそのまま引退に至った。

## 代表経歴
イタリア代表としては24試合に出場し5得点を記録した。
1984年12月のポーランド戦で代表デビュー、1986年2月5日、西ドイツ戦で代表初得点を記録した。ワールドカップ・メキシコ大会では代表に選ばれたが出場はなかった。
1990年のワールドカップ・イタリア大会では、3試合に出場。決勝トーナメント1回戦のウルグアイ戦では交代出場から1得点1アシストを決めて勝利した。準決勝のアルゼンチン戦ではPK戦の5人目のキッカーとして登場したが、これを失敗してイタリアはアルゼンチンに敗戦した。
その他、1984年のロス五輪に出場し、グループリーグ初戦のエジプト戦で1得点を決めた。チームは3位決定戦でユーゴスラヴィアに敗れ、メダル獲得はならなかった。

## プレースタイル
献身的にハードワークを惜しまず、フィジカルが強く、空中戦に強く、高さを生かしたヘディングを得意としたセンターフォワードであった。また正確で強烈な左足のシュートを武器に得点を重ねた。